# Johann Fuchs (Missionar)
Johann Fuchs SDB (* 8. März 1880 in Pfaffnau, Kanton Luzern; † 1. November 1934 im Mato Grosso, Brasilien) war ein Schweizer römisch-katholischer Ordensgeistlicher, Missionar und Märtyrer. 

## Leben
Johann Fuchs, achtes von 10 Kindern, besuchte das Progymnasium in Beromünster (1894–1899), die Kantonsschule in Luzern (1899–1900) und die Spätberufenenschule in Penango. 1901 begann er das Noviziat der Salesianer Don Boscos in Lombriasco und legte am 1. Oktober 1902 die erste Profess ab. Dann studierte er Philosophie in Ivrea. Am 15. Dezember 1903 folgte er dem Ruf von Antônio Malan in die Mato-Grosso-Mission in Brasilien, studierte in Brasilien Theologie und wurde am 5. Februar 1912 in Niterói zum Priester geweiht. Von 1914 bis 1919 war er in Europa. Dann war er Lehrer für Physik und Chemie in Cuiabá. Auf Bitten seines Oberen, Jean-Baptiste Couturon (1881–1963), startete er am 1. Oktober 1934 zusammen mit Pietro Sacilotti eine Missionsexpedition zu den Xavante. Einen Monat später wurden beide von den Eingeborenen erschlagen. Ihre sterblichen Überreste wurden in Araguaiana beigesetzt.

## Gedenken
Die Römisch-katholische Kirche in Deutschland nahm Pater Johann Fuchs als Märtyrer in das deutsche Martyrologium des 20. Jahrhunderts auf.